# Зона Панамського каналу
9°07′03.61″ пн. ш. 79°43′12.60″ зх. д. / 9.1176694° пн. ш. 79.7201667° зх. д.
Зона Панамського каналу (ісп. Zona del Canal de Panamá, англ. Panama Canal Zone) — смуга землі вздовж Панамського каналу завширшки приблизно 16 км, орендована в 1903, США у новоствореної держави Панама. Залишалася під американською адміністрацією до 1999. Зона мала статус неінкорпоровоної території. На чолі Зони був губернатор.
На цьому терені в 1904 — 14 роки американці завершили будівництво Панамського каналу. Зона була створена 18 листопада 1903 згідно договору Хея — Бунау Варильї (англ. Hay-Bunau Varilla Treaty), угода між США і Панамою надавала американцям право на «вічне» використання каналу на виплату одноразово 10 мільйонів доларів США і річної оплати в 250 тисяч. доларів (пізніше підняли плату.) Зона Панамського каналу, площею майже 1700 км², з яких 2/5 є внутрішніми водами, знаходилася під винятковою юрисдикцією Сполучених Штатів. В 1970-х роках Панама зажадала ревізії трактату, закликаючи до відновлення суверенітету на цьому терені і частку прибутку від використання каналу. У той же час визнано наявність американців (близько 1/3 з 45 тис. мешканців у 1970, у тому числі військових) в зоні, як незаконну окупацію краю. 7 вересня 1977 підписано новий договір Торріхоса-Картера (англ. Torrijos-Carter Treaties), згідно з яким за два роки передано Панамі близько 65 % території зони. Решта терену було оголошена нейтральною територією і потрапила під спільне управління Панами і США до 1999, коли була передана у повному обсязі Панамі.